# تنگو (شینتو)

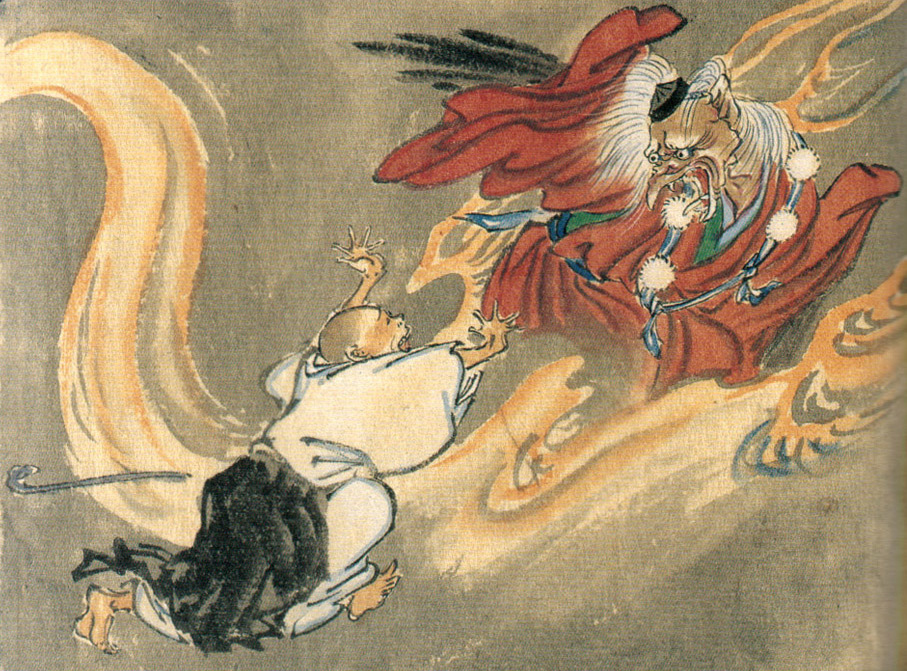
تنگو و راهب بودایی، اثر کاوانابه کیوسای.

تنگو Tengu (به ژاپنی: てんぐ، 天狗) موجودی افسانهای است که در هنر، تئاتر، ادبیات و باورهای عامیانه مردم ژاپن متجلی شده‌است. هر چند تنگوها به صورت ارواحی وحشتناک معرفی می‌شوند، اما گاه به مثابه خدایان آیین شینتو مورد پرستش قرار می‌گیرند.
زائران معابد شینتو بر این باورند که غالباً درختان کاج و جنگل‌های اطراف این معابد، مأوای تنگو است. افسانه‌هایی که از اونی یاد می‌شود غالباً بودایی است. بودیسم برای مدت زمان زیادی بر این نظر بود که تنگوها شیاطینی مزاحم و پیام‌آوران جنگ هستند. اما این دیدگاه بودایی به مرور زمان نرم‌تر شده‌است. اینک تنگوها روح محافظ کوه‌ها و جنگل‌ها هستند و البته همچنان خطرناک محسوب می‌شوند.